# Alberto Pedrazzini
Alberto Pedrazzini (* 20. April 1852 in Locarno; † 27. Mai 1930 ebenda) war ein Schweizer Politiker und Schriftsteller.

## Leben
Alberto Pedrazzini war der Sohn des Anwalts Gugliemo Pedrazzini und dessen Ehefrau Rosa, geb. Franzoni. Sein Bruder war der Politiker und Hochschullehrer Martino Pedrazzini (1843–1922) und er war ein Neffe von Alberto Franzoni (1816–1886), der Politiker und Botaniker war.
Er besuchte die von den Barnabiten geführte Schule in Monza und beschäftigte sich intensiv mit Musik und Theater. 1874 zog er nach Mailand und besuchte bis 1879 das Conservatorio Giuseppe Verdi, das er mit einem Klavier-Diplom abschloss, und war dann als Kunst- und Musikkritiker für La Gazzetta Musicale von Giovanni Ricordi, für Il Credente und Lo Spettatore sowie für einige katholische Zeitungen wie La Lega Lombarda, L’Osservatore Cattolico und Leonardo Da Vinci tätig.
Nachdem er ins Tessin zurückgekehrt war, sass er von 1882 bis 1893 sowie von 1913 bis 1929 für die konservative Partei im Grossen Rat; in dieser Zeit war er 1891, 1892 und 1921 im Verfassungsrat vertreten.
Um 1890 eröffnete er die Druckerei Alberto Pedrazzini.
Alberto Pedrazzini war verheiratet mit Beatrice Pellegrini.

### Schriftstellerisches Wirken
Er war bis 1899 Redaktor der konservativen Zeitung La Libertà und von 1901 bis 1926 Besitzer und Redaktor der Zeitung Cronaca ticineseII; dazu veröffentlichte er die ersten christlich-sozialen Publikationen und erlangte dadurch eine lokale Bekanntheit. Er verfasste populärwissenschaftliche Beiträge aus dem historischen Bereich und schuf Theaterstücke mit historischen Bezügen zum Kanton Tessin, beispielsweise 1921 I novatori locarnesi oder 1924 Simone da Locarno.

## Schriften (Auswahl)
- Al Nipote carissimo don Guglielmo Vandoni, canonico in Bellinzona, nel fausto giorno della sua Prima Messa: Locarno, la festa della SS. Trinità 1901. Tipografia Alberto Pedrazzini, Locarno 1901.
- Tadeolo Pepoli: dramma in 4 atti. Tipografia Alberto Pedrazzini, Locarno 1909.
- I racconti del nonno. Tipografia Commerciale Alberto Pedrazzini, Locarno 1910.
- La disfatta del giornale: bozzetto comico in un atto in versi martelliani. Tipografia Alberto Pedrazzini, Locarno 1912.
- Lo spettro del Castello di Tenero: Dramma in 4 atti. Dal libro delle leggende Epoca 1600.  Tipografia Alberto Pedrazzini, Locarno 1912.
- Gli iconoclasti d’Anversa : Dramma in 3 atti con prologo. Tipografia Alberto Pedrazzini, Locarno 1913.
- Generosa Follìa: Bozzetto drammatico in 2 atti. Maggio 1914; Sua Eccellenza il Ministro. Commedia in 3 atti. Locarno, Dicembre 1913.  Tipografia Alberto Pedrazzini, Locarno 1914.
- Nella trincea (episodio di guerra): scena in versi martelliani. Tipografia Alberto Pedrazzini, Locarno 1915.
- La casa di Levi: Pastorale in 3 Atti e Quadro finale. Dicembre 1916. Tipografia Alberto Pedrazzini, Locarno 1917.
- Nicolao della Flüe: scene liriche e drammatiche in versi: tre atti. Tipografia Alberto Pedrazzini, Locarno 1917.
- Il navicellaio di Rivapiana: dramma in tre atti con prologo. Tipografia Alberto Pedrazzini, Locarno 1918.
- Maria nelle antiche figure : maggio 1921. Tipografia Alberto Pedrazzini, Locarno 1921.
- I novatori locarnesi. Tipografia Alberto Pedrazzini, Locarno 1921.
- Per le fauste nozze di Ida Pagani con Mario Torriani a Torre 11 novembre 1922. Tipografia Alberto Pedrazzini, Locarno 1922.
- Per le fauste nozze del dr. Attilio Ferrari con Bice Pagani: Torre, 26 aprille 1924. Tipografia Alberto Pedrazzini, Locarno 1924.
- Simone da Locarno. Tipografia Alberto Pedrazzini, Locarno 1924.
- Il Natale a Locarno. Bern 1927.